# منقار ماکیان

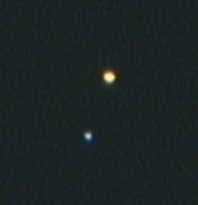
تصویر منقار ماکیان از یک تلسکوپ کوچک.

منقار ماکیان یا مِنقارالدُجاجه (به انگلیسی: Albireo) یا بتا ماکیان یا B ماکیان یا آلبیرو پنجمین ستارهٔ درخشان صورت فلکی ماکیان است و یک ستاره دوتایی است.